# Maurício Peixoto
Maurício Matos Peixoto (Fortaleza, 15 de abril de 1921 – Rio de Janeiro, 28 de abril de 2019) foi um engenheiro e matemático brasileiro. Foi presidente do CNPq, da Academia Brasileira de Ciências e da Sociedade Brasileira de Matemática (SBM). Em 1969 recebeu o Prêmio Moinho Santista em reconhecimento aos seus estímulos à produção intelectual brasileira. Em 1997, recebeu o Prêmio de Matemática da Academia Mundial de Ciências (TWAS).

## Biografia
Nascido em Fortaleza, em 1921, filho de José Carlos de Matos Peixoto, governador do Ceará e de Violeta Rodrigues Peixoto. Depois da revolução de 1930, a família foi forçada a se mudar para o Rio de Janeiro. Maurício se interessou pela matemática depois de ser reprovado nela na escola, aos 11 anos, já morando no Rio de Janeiro e estudando no Colégio Pedro II. Assim começou a fazer aulas de reforço particulares, onde acabou se decidindo por uma formação na área.
| “ | Fiquei deslumbrado com as explicações e o entusiasmo do professor e, além de passar de ano, decidi que iria seguir alguma profissão que dependesse de matemática. | ” |

Por não existir cursos no Brasil na época voltados para a formação em matemática, Maurício ingressou em engenharia, na Escola de Engenharia da atual Universidade Federal do Rio de Janeiro (UFRJ).
Foi na universidade que ele conheceu sua primeira esposa, a também matemática Marília Chaves Peixoto, com quem se casou em 1946. Separado, casou-se mais duas, tendo ao todo quatro filhos. Foi na universidade que ele conheceu Leopoldo Nachbin, com quem fundou o Instituto Nacional de Matemática Pura e Aplicada (IMPA), ao lado de Lélio Gama.

## Carreira
Mesmo sendo engenheiro de formação, Maurício nunca exerceu a profissão. Passou a lecionar matemática, tendo a cadeira da disciplina na mesma escola de engenharia onde estudou e depois se tornou livre docente em Mecânica Racional. Foi visitante na Universidade de Chicago (1949-1951) e na Universidade de Princeton (1957 e 1958). Durante a década de 1960, Maurício lecionou na Universidade Brown, nos Estados Unidos. Ao retornar ao Brasil, nos anos 1970, foi para a Universidade de São Paulo, onde lecionou no Instituto de Matemática e Estatística (IME).
Maurício desenvolveu o Teorema de Peixoto, que caracteriza os campos de vetores estruturalmente estáveis em variedades compactas de dimensão, relacionado a Sistemas Dinâmicos, estudo considerado um marco na matemática brasileira e mundial. Foi também um dos pioneiros mundiais nos estudos da estabilidade estrutural.
Maurício foi presidente do CNPq entre 1979 e 1980, da Academia Brasileira de Ciências e da Sociedade Brasileira de Matemática (SBM). Em 1969 recebeu o Prêmio Moinho Santista em reconhecimento aos seus estímulos à produção intelectual brasileira. Em 1997, recebeu o Prêmio de Matemática da Academia Mundial de Ciências (TWAS). Em 1987, Peixoto foi premiado pela Academia de Ciências do Terceiro Mundo, "por seus estudos fundamentais e pioneiros da estabilidade estrutural em sistemas dinâmicos, em particular, por provar que fluxos superficiais são genericamente estáveis".
Em 1974, foi o segundo brasileiro palestrar como convidado no Congresso Internacional de Matemáticos (ICM), em Vancouver, no Canadá, sendo que o primeiro havia sido o amigo de longa data, Leopoldo Nachbin, em Estocolmo, na Suécia, em 1962. Foi palestrante convidado do Congresso Internacional de Matemáticos (ICM) em Vancouver (1974), o segundo brasileiro a palestrar no ICM depois de Leopoldo Nachbin.

## Morte
Maurício morreu na cidade do Rio de Janeiro, em 28 de abril de 2019, aos 98 anos. A causa da morte não foi divulgada.